# Las Varas, Chihuahua
Las Varas är en ort i Mexiko.   Den ligger i kommunen Madera och delstaten Chihuahua, i den nordvästra delen av landet, 1 400 km nordväst om huvudstaden Mexico City. Las Varas ligger 2 207 meter över havet och antalet invånare är 1 417.
Terrängen runt Las Varas är platt åt sydost, men åt nordväst är den kuperad. Runt Las Varas är det mycket glesbefolkat, med 4 invånare per kvadratkilometer. Det finns inga andra samhällen i närheten. Omgivningarna runt Las Varas är i huvudsak ett öppet busklandskap.